# 春日真木子
春日 真木子（かすが まきこ、1926年2月26日 - ）は、日本の歌人。歌誌『水甕』代表。尾上柴舟系の歌誌の親睦団体「柴舟会」会長。父は岩谷莫哀門下の歌人・松田常憲。娘の春日いづみも歌人。宗教はキリスト教。

## 経歴
鹿児島県鹿児島市薬師町生まれ。本姓・松田。1歳から12歳まで愛知県名古屋市で育つ。三輪田高等女学校（のちの三輪田学園中学校・高等学校）から千代田女子専門学校（のちの武蔵野大学）に入学するも、1年修了後に太平洋戦争による空襲激化のために中退。三井鉱山の人事部に勤務する。1945年6月、疎開のため退社。
1946年10月に20歳で結婚。1949年に長女いづみが生まれるも、1954年に夫と死別。父の指導で短歌を始め、1955年に歌誌『水甕』に参加。熊谷武至に師事。
1958年に王子製紙の技術者・春日俊男と再婚し、夫に従い札幌市や苫小牧市に在住。北海道には13年間暮らすも、気候に馴染めないままだった。1972年に夫の本社帰社により東京へ戻る。1975年より『水甕』編集委員。1986年より発行人、2003年より代表。1990年よりライオンズクラブ発行の「ライオン誌」歌壇選者。2000年から2005年まで、歌壇賞選考委員。2015年1月、宮中歌会始で召人。

## 賞歴
- 1957年、水甕新人賞
- 1973年、水甕賞
- 1980年、第7回日本歌人クラブ賞（歌集『火中蓮』）
- 1991年、第13回ミューズ女流文学賞（歌集『はじめに光ありき』）
- 2001年、水甕柴舟賞
- 2005年、第41回短歌研究賞（「竹酔日」30首）
- 2016年、第7回日本歌人クラブ大賞（歌集『水の夢』）
- 2018年、第41回現代短歌大賞（歌集『何の扉か』）
- 2019年、第30回斎藤茂吉短歌文学賞（同上）[2]

## 著書
- 『北国断片』短歌研究社 水甕叢書 1972

同文庫版 現代短歌社〈第1歌集文庫〉、2012
- 『火中蓮 歌集』短歌新聞社 水甕叢書 1979

同文庫版 短歌新聞社〈短歌新聞社文庫〉、2003
- 『空の花花 春日真木子歌集』短歌新聞社 現代短歌全集 1987
- 『春日真木子集 現代短歌入門自解100歌選』牧羊社 1988
- 『はじめに光ありき 歌集』不識書院 水甕叢書 1991
- 『私の短歌作法 テクニックと鑑賞』オリジン社 1993
- 『春日真木子 現代短歌集成』沖積舎 1995
- 『野菜涅槃図 春日真木子歌集』砂子屋書房 水甕叢書 1995
- 『春日真木子歌集』砂子屋書房 現代短歌文庫 1997
- 『黒衣の虹 春日真木子歌集』短歌新聞社 現代女流短歌全集 1999
- 『生れ生れ 春日真木子歌集』砂子屋書房 水甕叢書 2004
- 『火の辺虹の辺 春日真木子歌集』短歌新聞社 新現代歌人叢書 2005
- 『燃える水 春日真木子歌集』短歌研究社 水甕叢書 2006
- 『春日真木子101首鑑賞』三枝むつみ、宮野哲子、春日いづみ編 水甕鮎支社 2007
- 『風の柱 春日真木子歌集』角川書店 2009 角川短歌叢書
- 『百日目 歌集』 本阿弥書店 水甕叢書 2011
- 『水の夢　歌集』 KADOKAWA　水甕叢書　2015
- 『ようこそ明日　歌集』 KADOKAWA　水甕叢書　2021

### 編纂
- 松田その『花幽 歌文集』短歌研究社 水甕叢書 1983

## 参考
- デジタル版日本人名大辞典
- 商品の説明 著者略歴 (「BOOK著者紹介情報」より) - Amazon.co.jp
- 現代短歌文庫『続春日真木子歌集』年譜